# Empoascanara falcata
Empoascanara falcata är en insektsart som beskrevs av Irena Dworakowska 1971. Empoascanara falcata ingår i släktet Empoascanara och familjen dvärgstritar.
Artens utbredningsområde är Vietnam. Inga underarter finns listade i Catalogue of Life.